# セバスティアン・デ・ベラルカサル
セバスティアン・デ・ベラルカサル（Sebastián de Belalcázar, 1479年? - 1551年?）は、スペインのコンキスタドール。コルドバで生まれ、セバスティアン・モヤノ（Sebastián Moyano）の名前を与えられたが、後にコルドバに近い城下町であったベラルカサル（Belalcázar または Benalcázar）に名前を変えた。
事実として伝えられているのは、彼は1524年にフランシスコ・エルナンデス・デ・コルドバとニカラグアに入り、レオンの初代市長に就任したということである。彼は1527年までその職を務め、スペイン人知事たちの争いの結果ホンジュラスへ移動した。その後間もなくレオンに戻り、フランシスコ・ピサロの遠征に加わりペルーに航海した。1534年、ピサロと原住民族との戦闘を支援した後、エクアドルのキート渓谷を征服するため出発した。彼はディエゴ・デ・アルマグロと共にキートの都市を設立しピサロに因んでその都市を「サン・フランシスコ・デ・キート」と名付けた。